# Marcel Carné

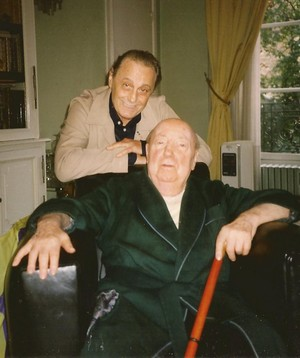
Amb l'actor Roland Lesaffre.

Marcel Carné (París, 18 d'agost de 1906 - Clamart, 31 d'octubre de 1996) va ser un destacat director de cinema francès realitzador de Les Enfants du paradis,Le Quai des brumes i Hôtel du Nord.

## Biografia

### Primers anys
Marcel Carné va néixer a París en el districte de Batignolles (17è districte de París), de pare ebenista. La seva mare va morir quan ell tenia cinc anys i va ser criat per la seva àvia. Ràpidament es va sentir atret pel cinema. Anava a la projecció d'una pel·lícula tots els dijous, i després cada vegada amb més freqüència, a vegades fent tripijocs per no haver de pagar el preu de l'entrada.
El seu pare volia que el succeís i es fes ebenista, com ell. Per tant, Marcel Carné va començar estudis per a aprendre a tallar fusta. Després, els va abandonar encara que no li disgustaven, va començar d'amagat a assistir a classes vespertines de fotografia dues vegades a la setmana a l'Escola d'Arts i Oficis, obtenint el diploma de tècnic fotògraf.
Per pagar les seves cada vegada més freqüents sessions de cinema, va treballar en un banc, i després en una botiga de comestibles i en una companyia d'assegurances.

### Primeres experiències cinematogràfiques

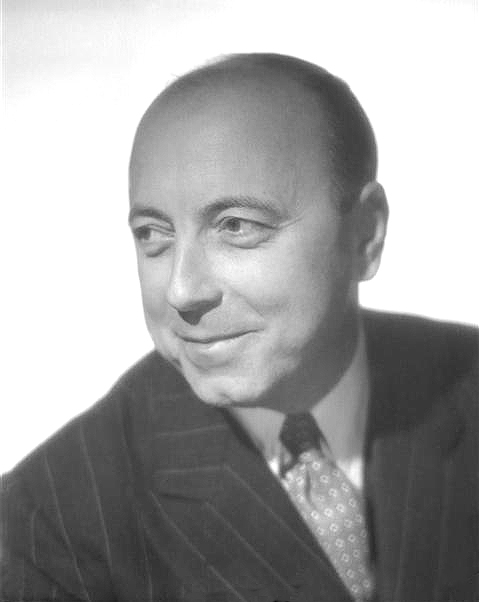
Marcel Carné el 1950.

La primera trobada decisiva de la seva carrera va tenir lloc en 1928, quan va conèixer a Françoise Rosay, esposa de Jacques Feyder, durant un sopar amb amics en comú. Al final del sopar, va aconseguir d'ella que li organitzés una trobada amb Feyder. Carné va ser llavors contractat com a segon ajudant d'adreça en la nova pel·lícula de Feyder, Les Nouveaux Messieurs.
Després d'aquesta primera experiència, va marxar a fer el servei militar a Renània.
Quan va tornar a França, el 1929, la revista Cinémagazine va organitzar un concurs de crítica cinematogràfica. Carnet va presentar cinc i va aconseguir el primer premi. El van contractar com a crític de cinema. També escrivia a les crítiques revistes Hebdo-Film, Vu, Cinémonde i Film-Sonore.
En 1929 va decidir realitzar el seu primer documental sota el títol Nogent, Eldorado du dimanche, amb l'ajuda econòmica de Michel Sanvoisin. El curtmetratge conta la història de les escapades dominicals dels joves parisencs en les tavernes a la vora del Marne. Seguidament, Charles Peignot el va convèncer que filmés films publicitaris amb Jean Aurenche i Paul Grimault.
Més tard es va fer ajudant de direcció de Richard Oswald en la pel·lícula Cagliostro (1929), de René Clair a Sous les toits de Paris (1930), de Jacques Feyder a Le Grand Jeu (1934), Pension Mimosas (1935) i La Kermesse héroïque (1935). Va dir de Feyder: «Li dec a Feyder gairebé tot.Em va ensenyar què és una pel·lícula, des de la seva preparació fins a la direcció pròpiament dita i també la direcció d'actors […] La millor escola de cinema és la pràctica».

## Trajectòria
Va iniciar la seva carrera al cinema mut com a ajudant del director Jacques Feyder. Als 25 anys havia dirigit ja la seva primera pel·lícula, que va marcar l'inici de la seva col·laboració amb el poeta i guionista Jacques Prévert. Aquesta col·laboració es va prolongar per més de dotze anys durant què es van realitzar pel·lícules que preludien el que és el cinema francès actual.
Sota l'ocupació alemanya de França durant la Segona Guerra Mundial, Carnet va treballar en la França de Vichy però on es va rebel·lar contra els intents del règim de controlar l'art. Aquí va filmar la que és considerada com la seva obra mestra Les Enfants du paradis. A la fi dels anys 1990, aquesta pel·lícula va ser considerada com la millor pel·lícula francesa del segle en una votació en la qual van participar 600 crítics i professionals del cinema francès.
Durant la postguerra, Carnet i Prévert van realitzar la que va ser en aquest moment la producció més cara de la història del cinema francès Les Portes de la nuit que no va tenir l'èxit esperat en taquilla. Aquest fracàs va suposar la fi de la col·laboració entre tots dos artistes.
Durant els anys 1950, el públic francès va començar a demanar pel·lícules romàntiques i comèdies, no els trossos de realitat que Carné continuava realitzant.
A més, amb l'arribada de la Nouvelle vague, les pel·lícules de Carnet van tenir menys èxit; moltes van rebre crítiques negatives, tant de la premsa com de la indústria del cinema. Carné va realitzar la seva última pel·lícula en 1976.
Homosexual, però de manera no pública, Marcel Carné va tractar temes homosexuals en diversos de les seves pel·lícules, de manera secundària o de vegades obliqua: les relacions ambigües entre Jean Gabin i Roland Lesaffre a L'Air de Paris, el personatge de Laurent Terzieff, que és mantingut per persones d'ambdós sexes a Les Tricheurs, el gigoló bisexual de Jeunes Loups. Vas declarar sobre aquesta qüestió:
| « | Potser no he rodat mai una història d'amor entre homes, però sovint era subjacent. […] Però d'històries entre homos, no. Sovint m'he fet la pregunta: és falta d'audàcia? Les pel·lícules homosexuals no fan moltes entrades, és un circuit restringit, i no m'agradaria que no tingués èxit en aquest àmbit, sobretot perquè només m'agradaria filmar una gran història d'amor. Però crec que sobretot prefereixo les coses que es puguin endevinar- | » |

Està enterrat al Cementiri Saint-Vincent de Montmartre.

## Filmografia
- 1929: Nogent, Eldorado du dimanche
- 1936: Jenny
- 1937: Drôle de drame
- 1938: Le Quai des brumes
- 1938: Hôtel du Nord
- 1939: Le jour se lève
- 1942: Les Visiteurs du soir
- 1945: Les Enfants du paradis
- 1946: Les Portes de la nuit
- 1947: La Fleur de l'âge (inacabada)
- 1950: La Marie du port
- 1950: Juliette ou la Clé des songes
- 1953: Thérèse Raquin
- 1954: L'Air de Paris
- 1956: El país d'allà on vinc
- 1958: Les Tricheurs
- 1960: Terrain vague
- 1962: Du mouron pour les petits oiseaux
- 1965: Trois chambres à Manhattan
- 1968: Les Jeunes Loups
- 1971: Les Assassins de l'ordre
- 1974: La Merveilleuse Visite
- 1977: La Bible
- 1991: Mouche (inacabada)

## Premis i distincions
Mostra Internacional de Cinema de Venècia
| Any  | Categoria                | Pel·lícula               | Resultat  |
| ---- | ------------------------ | ------------------------ | --------- |
| 1938 | Recomanació especial     | Le Quai des brumes       | Guanyador |
| 1946 | Mencions especials       | Les Enfants du paradis   | Guanyador |
| 1953 | Lleó de Plata            | Thérèse Raquin           | Guanyador |
| 1971 | Lleó d'Or per la carrera | Lleó d'Or per la carrera | Guanyador |
| 1982 | Lleó d'Or per la carrera | Lleó d'Or per la carrera | Guanyador |